# 辽河北道站
辽河北道站是一个位于中国天津市北辰区天穆镇与小淀镇交界淮东路与辽河北道交叉口北侧，属于天津地铁5号线的地铁车站，亦是目前5号线工作日早晚高峰的小交路行车终点站。

## 车站结构
辽河北道站为地下二层车站，站厅位于地下一层，设有地铁客服中心，可为乘客提供人工购票、地铁储值卡的发售充值、失物招领等服务。另外，站厅内还设有自动售票机、验票机、自动取款机等自助服务设施。站台位于地下二层，为岛式站台，设有全高式屏蔽门。本站付费区设有自动扶梯及楼梯各2组连接站台，非付费区亦设有4组自动扶梯及4组楼梯连接地面各出口。
| 地面     | 出入口             | A—D出入口                                |
| 地下一层 | 站厅               | 客服中心、自动售票机、验票机、自动取款机 |
| 地下二层 | 轨道（东）         | █ 5号线往北辰科技园北（淮河道）          |
| 地下二层 | 岛式站台，左側開门 |                                          |
| 地下二层 | 轨道（西）         | █ 5号线往京华东道（宜兴埠北）            |

## 車站出口
辽河北道站共设4个出口，各出口及周围设施如下所示：
|          |      |            |                                          |
| 出口编号 | 照片 | 地点       | 可到达目的地                             |
| 出口 · A |      | 淮东路东侧 | 天津安捷医院                             |
| 出口 · B |      | 淮东路西侧 | 万科新城蒲杉苑、淮和苑、美树丽舍水杉苑   |
| 出口 · C |      | 淮东路西侧 | 万科新城紫杉苑、美树丽舍翠竹苑、辽河北道 |
| 出口 · D |      | 淮东路东侧 | 天津安捷医院、辽河北道、万科花园新城     |

## 換乘交通
| 公共汽车线路 \| 编号 \| 编号 \| 线路 \| 线路 \| 线路 \| 收费 \| 运营商 \| 备注 \| \| ---- \| ---- \| ------------ \| ---- \| -------------- \| ----- \| ---------- \| ------------------- \| \| \| 740 \| 淮河道公交站 \| ⇆ \| 曙光水镇公交站 \| 2–3元 \| 公交一公司 \| 定点班线 上下车刷卡 \| |      |              |      |                |       |            |                     |
| 编号 | 编号 | 线路         | 线路 | 线路           | 收费  | 运营商     | 备注                |
| | 740  | 淮河道公交站 | ⇆    | 曙光水镇公交站 | 2–3元 | 公交一公司 | 定点班线 上下车刷卡 |

| 编号 | 编号 | 线路         | 线路 | 线路           | 收费  | 运营商     | 备注                |
| ---- | ---- | ------------ | ---- | -------------- | ----- | ---------- | ------------------- |
|      | 740  | 淮河道公交站 | ⇆    | 曙光水镇公交站 | 2–3元 | 公交一公司 | 定点班线 上下车刷卡 |

## 车站历史
- 2018年10月22日，随天津地铁5号线开通启用；
- 2019年4月1日，辽河北道站B、C出入口开通运营[2]。